# Пуппо, Сандро
Сандро Пуппо (итал. Sandro Puppo; 28 января 1918, Пьяченца, Италия — 16 октября 1986) — итальянский футболист, полузащитник.

## Биография

Сборная Италии на ОИ-1936. Пуппо четвёртый справа в среднем ряду

Родился в Пьяченце, детство провел в Шанхае, где гастролировал его отец-виолончелист. В Китае начал играть в футбол за команду местной школы, и когда в 1934 году он возвращается в Италию, начинает играть у тренера Карло Корны, который поначалу ставил его на позицию опорного полузащитника, однако позже становится центральным полузащитником, на которой будет играть всю игровую карьеру. Играл три сезона за «Пьяченцу» в Серии С.
Воспитанник «Пьяченцы», за которую начал выступать в 16-летнем возрасте, затем недолго выступал за «Интернационале», потом ушёл оттуда в «Венецию», а завершил карьеру в «Роме». После окончания карьеры работал тренером, тренировал сборную Турции, «Бешикташ», «Барселону» и «Ювентус»

## Стиль игры
Играл на позиции центрального полузащитника.

## Достижения

### Командные
«Амброзиана-Интер»
- Чемпион Италии (1): 1937/38
- Кубок Италии (1): 1938/39

 Венеция
- Кубок Италии (1): 1940/41